# Rio Porto do Rei Búbal
O Rio Porto do Rei Búbal, também conhecido como Rio Vilaza, é um rio internacional que nasce na Serra do Larouco entre as aldeias de Gralhas e Santo André no concelho de Montalegre, Portugal Este rio serve de fronteira entre Portugal e Espanha durante 2 km, perto da aldeia galega de San Millao. No seu percurso passa pela freguesia de Vilaza, a qual lhe dá um segundo nome, antes de desaguar no rio Tâmega no concelho de Verim.

## Afluentes
Os seus principais afluentes na margem direita são: o Rio Assureira e o Regueiro Da Madorra. Na margem esquerda encontramos a Ribeira do Inferno o Rio Pichos o Rio de San Cristovo o Regato do Biduedo e o Rio Albarellos.       